# Rhizaxinella schaudinni
Rhizaxinella schaudinni är en svampdjursart som beskrevs av Jörn Hentschel 1929. Rhizaxinella schaudinni ingår i släktet Rhizaxinella och familjen Suberitidae. Inga underarter finns listade i Catalogue of Life.